# 河田镇 (陆河县)
河田镇是陆河县的县城所在地，县政府在河田镇中心地带。

## 行政区划
河田镇下轄城北社区、河田社区、新城社区、河南社区、城南社区、沙坑村、溪东村、高沙村、河东村、上径村、甘坪村、宝山村、河北村、宝金村、布金村、共联村、圳口村、内洞村、大径村、四中村、岳溪村

## 教育
河田镇有河田中学、河东小学、河田小学、河南小学、沙坑小学、溪东小学、内洞小学、岳溪小学、圳口小学、宝山小学、河城中学和河城第二中学等等一批学校。